# Edifici al carrer Carme Vidal, 5 (Ginestar)
L'Edifici al carrer Carme Vidal, 5 és una obra de Ginestar (Ribera d'Ebre) protegida com a Bé Cultural d'Interès Local.

## Descripció
Edifici situat a la parcel·la cantonada entre el carrer de Sant Antoni i el carrer de Carme Vidal, al centre urbà del municipi. L'habitatge és de planta quadrangular i té una distribució de planta baixa i dos pisos. El parament del conjunt és arrebossat, però degut al mal estat general, s'observa l'aparell original de carreus irregulars, poc escairats, lligats amb morter de calç i disposats a filades. La planta baixa compta amb la porta principal, d'arc de llinda i, al seu costat, una finestra graellada i una porta cotxera, ambdues d'arc pla. A l'eix central del primer pis, hi ha un balcó de barrots, d'arc de llinda, flanquejat per dues finestres d'arc de llinda inscrit dins un arc escarser. El segon pis, seguint els eixos de les obertures que el precedeixen, té tres petites finestres d'arc de llinda. En conjunt, totes les obertures són emplafonades i les llindes de la planta baixa encara conserven l'estructura original de fusta. La coberta és d'un aiguavés.